# Eurepa eeboolaga
Eurepa eeboolaga är en insektsart som beskrevs av Otte, D. och R.D. Alexander 1983. Eurepa eeboolaga ingår i släktet Eurepa och familjen syrsor. Inga underarter finns listade i Catalogue of Life.